# Valentin Blind
Valentin Blind (* 16. September 1824 in Mannheim; † 1. Februar 1871 in Baden-Baden) war ein deutscher Revolutionär und Ingenieur.

## Leben
Valentin Blind, Bruder von Karl Blind, studierte 1841 bis 1846 an der Polytechnischen Schule Karlsruhe und wurde 1843/44 Mitglied der Karlsruher Burschenschaft Teutonia.
Er gehörte Anfang 1848 zusammen mit seinem Bruder dem Vorstand des Karlsruher Arbeitervereins an. Am 29. Februar 1848 wurde mit seinem Bruder und zwei weiteren Vorstandsmitgliedern verhaftet, da Gerüchte über Arbeiteraktionen gegen das Zeughaus und Schloss geplant seien. Er wurde aber am darauffolgenden Tag wieder entlassen.
Im selben Jahr wurde Blind „Kriegsschüler der Feldartillerie“ und wurde mit seinem Regiment während des Schleswig-Holsteinischen Krieges nach Norddeutschland verlegt. 1849 wurde er bei den Offizierswahlen in Karlsruhe als Kanonier zum Leutnant der Fußartillerie gewählt. Im selben Jahr war er an verschiedenen Meutereien beteiligt. Er führte am 7. Juni 1879 die Batterie von Karlsruhe nach Freiburg im Breisgau und war am 10. Juni 1849 an der Beschießung des Brückenkopfes von Germersheim beteiligt. Bei Huttenheim (Philippsburg) geriet er in Gefangenschaft und wurde später des Hochverrates und Meuterei beschuldigt und zu zehn Jahren Zuchthaus verurteilt.
Im Sommer 1856, nach sieben Jahren Haft, wurde er begnadigt und ging nach Rotterdam und zu seinem Bruder nach London. Später als Ingenieur in Mannheim, Genf und Bühl tätig.